# Néa Péramos (Attique)
Néa Péramos, en grec moderne : Νέα Πέραμος, est une localité et un ancien dème d'Attique de l'Ouest en Grèce. Depuis 2010, il est fusionné au sein du dème des Mégariens.
Selon le recensement de 2011, la population du dème ainsi que celle de la localité s'élève à 8 333 habitants.